# Антонюк Максим Антонович
Максим Антонович Антонюк (19 жовтня 1895, село Маци Пружанського повіту Гродненської губернії, тепер Пружанського району Брестської області, Республіка Білорусь — 30 липня 1961, Москва) — радянський військовий діяч, командувач військ Сибірського військового округу, генерал-лейтенант (4.06.1940). Депутат Верховної Ради СРСР 1-го скликання.

## Біографія
Народився в селянській родині. З дитячих років працював на торгових кораблях Ризького пароплавства, був юнгою, матросом, кочегаром.
З червня 1915 року служив у російській імператорській армії. Поступив на службу добровольцем в 20-й запасний мортирний дивізіон. У квітні 1916 року закінчив 3-ю Московську школу прапорщиків, направлений молодшим офіцером в маршовий запасний батальйон в Нарву. З жовтня 1916 року воював на Північному фронті, служив молодшим офіцером 56-го Сибірського стрілецького полку 3-ї Сибірської стрілецької дивізії 6-го Сибірського армійського корпусу, потім переведений в 72-й Сибірський стрілецький полк молодшим офіцером розвідки і зв'язку. Був поранений у бою, після лікування в госпіталі служив у тому ж полку начальником обозу.
Після Лютневої революції 1917 року служив помічником командира 72-го Сибірського стрілецького полку по господарській частині. Активно брав участь у революційних подіях на фронті в 12-й армії, був заарештований і сидів у в'язниці міста Валка, але звільнений під тиском солдат. Останнє звання в російській армії — підпоручник.
У Червоній гвардії з листопада 1917 року. Служив у червоногвардійському загоні матросів Кронштадта. Учасник Жовтневого перевороту 1917 року в Петрограді.
Член РКП(б) з 1918 року.
У Червоній армії з лютого 1918 року. Був направлений в Харків, де служив помічником командира й інструктором 2-го Харківського пролетарського полку. Проте незабаром до міста підійшли німецько-австрійські війська, завершити формування полку не встигли. Антонюк з групою командирів виїхав до Луганська, де сформував два батальйони шахтарів, в одному з яких сам став командиром. На чолі батальйону здійснив «Царицинський похід». Активний учасник громадянської війни в Росії.
З червня 1918 року — начальник топографічного відділу Царицинського фронту, помічник начальника і начальник штабу Південної групи військ 5-ї армії, помічник начальника Південної бойової ділянки, начальник 10-ї стрілецької дивізії, начальник Камишинської групи військ 10-ї армії, командир Камишинського полку. Брав участь в обороні Царицина від білогвардійців, був особисто знайомий з Ворошиловим і Сталіним. Під час бойових дій під Царицином Антонюка важко поранили.
Після одужання з січня 1919 року — помічник командира 2-го Таращанського полку 1-ї Української радянської дивізії Миколи Щорса, командир 4-го Ніжинського полку на Українському фронті. З червня 1919 року — командир бригади 44-ї стрілецької дивізії. З жовтня 1919 року — начальник групи військ Рівненського напряму, командир бригади 44-ї стрілецької дивізії, начальник Мозирської групи військ, командир 132-ї пластунської бригади 44-ї стрілецької дивізії. У боях за Україну був двічі поранений.
З жовтня 1920 року навчався у Військовій академії РСЧА. З червня по жовтень 1921 року командував 136-ю окремою прикордонною бригадою, потім знову повернувся до навчання в академії, яку закінчив у 1924 році. З липня 1924 року командував 4-ю Туркестанською стрілецькою дивізією, яка вела активні бойові дії проти басмачів, одночасно був начальником військ в Середній і Західній Бухарі.
З травня 1925 року — командир 5-ї Вітебської імені Чехословацького пролетаріату стрілецької дивізії, з жовтня 1927 року — командир 3-ї Кримської стрілецької дивізії. З жовтня 1930 року по лютий 1931 року — викладач Військової академії РСЧА імені Фрунзе.
З лютого 1931 року — командир і військовий комісар 8-го стрілецького корпусу в Українському військовому окрузі (штаб в місті Житомирі).
З червня 1937 по червень 1938 року — командувач військ Сибірського військового округу. У червні 1938 року на підставі свідчень колишнього коменданта Кремля П. Ткалуна про участь Антонюка в антирадянській організації був знятий з посади командувача СибВО і направлений в розпорядження Управління по командному складу. Шість місяців залишався без нового призначення.
З грудня 1938 року — викладач тактики Військової академії РСЧА імені Фрунзе. З червня 1940 року — начальник піхоти РСЧА. З 2 серпня 1940 року — заступник генерал-інспектора піхоти РСЧА.
Під час німецько-радянської війни займався комплектуванням, формуванням і розформуванням стрілецьких і кавалерійських з'єднань, підготовкою маршового поповнення. З серпня 1941 року — командувач Петрозаводської оперативної групи військ 7-ї армії, а з вересня 1941 року — 48-ю армією Ленінградського фронту, яка вела бої в районі міста Шліссельбург. 14 вересня 1941 року польове управління армії було розформоване, а Антонюк призначений командувачем групи військ 54-ї армії Ленінградського фронту на мгинському напрямі. Через місяць знятий з командування групою військ. З жовтня 1941 року знаходився у розпорядженні Маршала Радянського Союзу Ворошилова, був керівником групи контролю при Ворошилові.
З червня 1942 року — командувач 3-ї резервної армії, з 10 по 27 липня 1942 року — командувач створеної на її базі 60-ї армії Воронезького фронту. Під час Воронезько-Ворошиловградської операції Антонюк проявив себе не з кращого боку, був знятий з командування і два місяці знаходився у розпорядженні Військової ради Воронезького фронту. З вересня 1942 року — заступник, тимчасово виконувач обов'язків командувача 2-ї резервної армії Ставки ВГК.
З квітня по 10 липня 1943 року — заступник командувача військ Степового військового округу. З липня 1943 року упродовж чотирьох місяців не отримував нового призначення.
З жовтня 1943 року — помічник командувача з формування військ Прибалтійського (з 20 жовтня 1943 року — 2-го Прибалтійського) фронту. У червні 1944 року зарахований до групи офіцерів при Маршалові Радянського Союзу Жукові. З лютого 1945 року до кінця війни знаходився в розпорядженні Військової ради 1-го Білоруського фронту. З травня по жовтень 1945 року — в розпорядженні Головного управління кадрів Наркомату оборони СРСР.
З жовтня 1945 року по липень 1946 року — заступник командувача військ Львівського (з травня 1946 року — Прикарпатського) військового округу з вищих навчальних закладів.
З липня 1946 року був у розпорядженні управління кадрів Сухопутних військ СРСР. З січня 1947 року — у відставці через хворобу.
Помер 30 липня 1961 року в Москві, похований на Новодівочому цвинтарі.

## Звання
- Комкор (20.11.1935)
- Генерал-лейтенант (4.06.1940)

## Нагороди
- Орден Леніна (21.02.1945)
- Три ордени Червоного Прапора (1922, 3.11.1944)
- Орден Суворова II ст. (6.04.1945)
- Орден Вітчизняної війни I ст. (27.08.1943)
- Медаль «XX років Робітничо-Селянській Червоній Армії» (22.02.1938)
- Медалі